# لی‌های ولی
لی‌های ولی (به انگلیسی: Lehigh Valley) یک منطقه کلان‌شهری و منطقه آماری کلان‌شهری در ایالات متحده آمریکا است که در Pennsylvania واقع شده‌است. لی‌های ولی ۱۰۸٫۷۸ کیلومتر مربع مساحت و ۸۲۱٬۶۲۳ نفر جمعیت دارد و ۶۶۴٫۴۷ متر بالاتر از سطح دریا واقع شده‌است.